# Хабиби
Habibi(Sawah) (на английски: Habibi) е песен на Ищар.
Времетраенето ѝ е 4:00. Заглавието Sawah в превод от арабски език означава скитник. Песента е от албума „Je sais d'ou je viens“ (Знам откъде идвам). Издадена е през 2006 година. Песента е на египетски арабски език. Ремикс е на оригиналната песен на египетския певец Абдел Халим Хафез.